# Thomisus whitakeri
Thomisus whitakeri is een spinnensoort in de taxonomische indeling van de krabspinnen (Thomisidae).
Het dier behoort tot het geslacht Thomisus. De wetenschappelijke naam van de soort werd voor het eerst geldig gepubliceerd in 2004 door Pawan U. Gajbe.